# John Kirtland Wright
John Kirtland Wright, né le 30 novembre 1891 à Cambridge (Massachusetts) et mort le 24 mars 1969 à Hanover (New Hampshire) est un géographe américain, reconnu pour ses travaux en cartographie, en géosophie, et l'étude de l'histoire de la pensée géographique. Il est le fils de l'érudit classique John Henry Wright et de la romancière Marie Tappan Wright, et le frère du juriste et utopique romancier Austin Tappan Wright. Il a épousé Katharine McGiffert le 21 janvier 1921 à New York et ils ont eu trois enfants, Austin McGiffert Wright, Gertrude Huntington McPherson, et de Marie Wolcott Toynbee.
Durant la Première Guerre mondiale, il sert dans l'infanterie, puis dans les services de renseignement de l'armée et enfin à la section géographique et historique du quartier général en France. Après sa démobilisation, et alors qu'il était en train de réaliser son doctorat, Harvard lui offre une bourse pour parcourir l'Europe. Il passera la majorité de ce temps à Paris, où il suivra notamment les cours de Lucien Gallois, Albert Demangeon, Emmanuel de Martonne et Jean Brunhes. Après avoir terminé un doctorat en histoire à l'Université de Harvard, en 1920, Wright a travaillé comme bibliothécaire pour l'American geographical Society entre les années 1920 et 1956, il a également servi l'AGS comme contributeur académique, rédacteur en chef, et finalement directeur. Trois thèmes principaux ont émergé dans la prolifique carrière académique de John K. Wright qui se retrouvent dans les œuvres qu'il a publiées. Elles comprennent: l'interdisciplinarité (principalement de l'histoire) avec la géographie, la puissance de l'esprit et le surnaturel dans la création subjective de la recherche géographique, et l'importance du partage de connaissances académiques.

## La subjectivité géographique
Alors qu'à un moment donné de la discipline, la géographie a ignoré l'influence de la subjectivité dans les modèles humains et physiques, John Kirtland Wright a porté à l'avant-garde l'importance de l'esprit et l'imagination touchant la recherche scientifique. Plus précisément, il a souligné la dualité de la réalité de l'esprit et des images mentales, souvent transcendantales. Ses intérêts pour la cosmogonie et la cosmographie géographique étaient inclus dans ce domaine d'étude, qui se rapportait au royaume théologique du divin, "la création invisible de Dieu," et aux liens émotionnels entre les personnes et des lieux, qu'il a alors comparés au royaume physique de surface de terre, le climat et la cartographie (Wright 1928).

## Histoire de la géographie et de la cartographie

Carte de Giovanni Leardo (1452-1453)

Wright s'est particulièrement intéressé à l'histoire de la géographie et à l'importance de la précision des archives géographiques. Il a découvert et documenté les influences des religions sur la géographie, avec un intérêt tout particulier pour les représentations gothiques et médiévales célébrant la beauté géographique divine et terrestre (Wright, 1965). Aussi, il écrivit largement au sujet des influences antiques, grecques et latines, particulièrement perceptibles dans la carte du monde de Giovanni Leardo (XVe siècle). C'était la deuxième plus vieille carte qui avait été donnée à l'American Geographical Society en 1906. La fascination historique et cartographique de Wright pour cette carte a été suscitée par les caractéristiques inhabituelles et détaillées qu'elle présentait, dont un calendrier englobant l'image centrale. En 1928, l'AGS publia une copie couleur grandeur nature et un texte d'accompagnement écrit par Wright, La carte du monde de Leardo : 1452 ou 1453. Le travail de Wright a principalement été la description détaillée de la disposition, des noms et des éléments situés sur la carte.
Wright forgea le terme de carte choroplèthe  en 1938, bien que la technique elle-même soit utilisée depuis longtemps, depuis Charles Dupin en 1826. Il attira cependant l'attention sur le biais cognitif que pouvait représenter celles-ci, promouvant dans un même élan les cartes dasymétriques. Neuf ans plus tard, Wright introduit la notion de géosophie (Wright, 1947).

## Publications
- "Buildings and Parts of Cambridge Commemorated in Longfellow's Poems," in The Cambridge Historical Society. Publications III. Cambridge, Massachusetts, the Society, 1908.
- Geographical Knowledge in Western Europe from 1100 to 1250 (thèse). 1914.
- Aids to Geographical Research: Bibliographies and Periodicals. New York, American Geographical Society, 1923.
- The Geographical Lore of the Time of the Crusades; a Study in the History of Medieval Science and Tradition in Western Europe. New York, American Geographical Society, 1925.
- The Geographical Basis of European History. New York, H. Holt and Company, 1928.
- The Leardo Map of the World, 1452 or 1453, in the Collections of the American Geographical Society. New York, American Geographical Society, 1928.
- Sections and National Growth: an Atlas of the Historical Geography of the United States. New York, American Geographical Society, 1932.
- "The exploration of the fiord region of east Greenland: a historical outline." New York, N.Y., American Geographical Society, 1935.
- Notes on Statistical Mapping, with Special Reference to the Mapping of Population Phenomena (avec Loyd A. Jones, Leonard Stone et T. W. Birch). New York, American Geographical Society, 1938.
- The European Possessions in the Caribbean area; a Compilation of Facts Concerning Their Population, Physical Geography, Resources, Industries, Trade, Government, and Strategic Importance (avec Raye R. Platt, John C. Weaver et Johnson E. Fairchild). New York, American Geographical Society, 1941.
- Aids to Geographical Research: Bibliographies, Periodicals, Atlases, Gazetteers and Other Reference Books (avec Elizabeth T. Platt). 2d ed. New York, Columbia Univ. Press, 1947.
- Geography in the Making; the American Geographical Society, 1851-1951. New York, the Society, 1952.
- Human Nature in Geography: Fourteen Papers, 1925-1965. Cambridge, Harvard University Press, 1966.

## Récompenses
- 1955 Founder's Gold Medal de la Royal Geographical Society [2]